# Elisabeth Zorghe (weldoenster)
Elisabeth Zorghe of Sorghe (Gistel, 1571 - Brugge, 7 februari 1654) was een Brugse weldoenster.

## Levensloop
Elisabeth Zorghe was de dochter van Paul Zorghe (†Brugge, 6 augustus 1604), griffier in zijn geboortestad Gistel en van Anna Weytens. Het gezin verhuisde naar Brugge, waar hij onder meer kerkmeester werd van de Onze-Lieve-Vrouwekerk. De verhuis werd waarschijnlijk veroorzaakt door de onveiligheid op het platteland tijdens de godsdiensttroebelen. Ook de zusters van de Sint-Trudoabdij ontvluchtten Gistel, toen hun abdij in september 1578 door de geuzen geplunderd werd en vonden onderdak in Brugge bij Paul Zorghe. De relikwieën van de heilige Godelieve werden hem toevertrouwd en na zijn dood was het zijn dochter die er zorg voor droeg, tot er die teruggaf aan de nieuwe Sint-Godelieveabdij die in Brugge tot stand kwam.
Elisabeth Zorghe was vermogend en toen het zo uitviel dat ze ongetrouwd bleef, ontpopte ze zich tot weldoenster.
Nadat in de jaren 1570 het klooster van de karmelieten zwaar had geleden onder de bezetting van de geuzen, begon prior Eliseus van den Steene na 1624 aan de wederopbouw. Hij werd hierin financieel geholpen door Elisabeth Zorghe. Zo schonk ze in 1632 aan het klooster twee hofsteden die ze bezat in Mannekensvere en Slijpe.
Ze stichtte vervolgens een godshuizencomplex, dat ze uitsluitend voor vrouwen bestemde. Het was meteen een uitstekende manier om haar naam te vereeuwigen. Dit is zelfs dubbel gebeurd. Enerzijds werd de straat waar ooit haar godshuizen verrezen, in het begin van de twintigste eeuw herdoopt tot Elisabeth Zorghestraat. Anderzijds, nadat de godshuizen werden gesloopt, werden in de Stijn Streuvelsstraat nieuwe godshuizen gebouwd die haar naam dragen.
Bij testament werd de helft van haar vermogen aan de paters karmelieten geschonken en de andere helft aan de stichting die in lengte van jaren moest instaan voor de onderhoud van de door haar gestichte godshuizen en van de bewoonsters.
Ze werd begraven in de kerk van het karmelietenklooster, voor het altaar van Onze Lieve Vrouw.

Elisabeth Zorge op haar sterfbed (1654) De cartouche vermeldt dat Elisabeth Zorge een stichting deed voor 12 studiebeurzen voor theologiestudenten en een uitzonderlijke weldoener is voor karmelietenklooster van Brugge. Collectie Musea Brugge.

Van haar werden minstens twee portretten op haar sterfbed gemaakt. Een ervan werd in het klooster van de karmelieten bewaard. Een tweede portret, hing in het door haar gestichte godshuis en kwam aldus in het bezit van de Commissie van de Burgerlijke Godshuizen. Beide schilderijen worden bewaard in de collecties van Musea Brugge. Boven de beeltenis uit het Godshuis Elisabeth Zorghe, staat geschreven: Jonkvr. Elisabeth Zorghe, filia dheer Pauwels, fundatrice van dese derthien huysekens omde aerme vrauwepersoonen. Die starf Jonghe Dochter synde, den 7 februari anno 1654, oudt 83 jaeren. Requiescat in pace. Het opschrift onder het schilderij uit het Karmelietenklooster verwijst naar de stichting van 12 beurzen voor studenten theologie en filosofie uit Vlaanderen en Brabant en het feit dat ze een uitzonderlijke weldoenster was voor het Brugse karmelietenklooster. 

## Voetnoten
1. ↑  Archief OCMW, Fonds Elisabeth Zorghe, charters 10 tot 21
2. ↑  Rijksarchief Brugge, staten van goed, eerste serie, Elisabeth Sorghe